# Columbiaemysis ignota
Columbiaemysis ignota är en kräftdjursart som beskrevs av Holmquist 1982. Columbiaemysis ignota ingår i släktet Columbiaemysis och familjen Mysidae. Inga underarter finns listade i Catalogue of Life.